# Grand Prix de Rennes
Der Grand Prix Cycliste de la Ville de Rennes, meist kurz als Grand Prix de Rennes bezeichnet, war ein französisches Straßenradrennen.
Das Eintagesrennen, welches seinen Termin für gewöhnlich Anfang April hatte und rund um die französische Stadt Rennes stattfand, wurde erstmals im Jahr 1979 ausgetragen. Seit Einführung der UCI Europe Tour in der Saison 2005 ist das Rennen Teil dieser Rennserie und in die Kategorie 1.1 eingestuft. Der Grand Prix de Rennes war außerdem von 1992 bis 2008 ein Teil des Coupe de France, einer Rennserie von französischen Eintagesrennen. Die Veranstaltung des Jahres 2009 wurde mangels finanzieller Unterstützung der Stadt Rennes abgesagt. Rekordsieger ist Nicolas Jalabert, der das Rennen zweimal für sich entscheiden konnte.

## Palmarès
| - 2009 nicht ausgetragen - 2008 Mychajlo Chalilow - 2007 Serhij Matwjejew - 2006 Paride Grillo - 2005 Ludovic Turpin - 2004 Andrus Aug - 2003 Oleg Grischkin - 2002 Kirk O’Bee - 2001 Davide Casarotto - 2000 Gordon Fraser | - 1999 Max van Heeswijk - 1998 Pascal Chanteur - 1997 Nicolas Jalabert - 1996 Nicolas Jalabert - 1995 Peter De Clercq - 1994 Gilles Delion - 1993 Eddy Seigneur - 1992 Jean-Cyril Robin - 1991 Kim Andersen - 1990 Edwin Bafcob | - 1989 Jan Bogaert - 1988 Ronan Pensec - 1987 Jean-François Bernard - 1986 Eric Boyer - 1985 Gilbert Duclos-Lassalle - 1984 Bruno Wojtinek - 1983 Dominique Arnaud - 1982 Jean-François Rault - 1981 Jean Chassang - 1980 Bernard Vallet - 1979 Yvon Bertin |